# Quini Marín
Joaquín José Marín Ruz (Fernán Núñez, Córdoba, 24 de septiembre de 1989), conocido deportivamente como Quini, es un futbolista español. Juega de defensa y su club es el Atromitos de Atenas de la Superliga de Grecia.

## Trayectoria
Sus inicios fueron en el Séneca C. F. y en el Club Deportivo Stadium de Fernán Núñez en 1998. Comenzó su carrera en 2008 jugando para el Club Deportivo Aguilarense de Aguilar de la Frontera. Jugó para el club hasta 2009. En ese año se pasó al Antequera C. F., en donde jugó hasta 2011. En ese año se pasó al Lucena C. F., en donde estuvo jugando hasta 2012. Ese mismo año se fue al Real Madrid Castilla C. F., y en 2014 ficha por el Rayo Vallecano para la temporada 2014/2015.
El 29 de junio de 2017 fichó tres temporadas por el Granada C. F. Estuvo seis y en ese periodo de tiempo disputó 143 encuentros, consiguió dos ascensos a Primera División y ayudó al club a clasificarse por primera vez en su historia para la Liga Europa de la UEFA. Entonces se marchó al Olympiacos F. C. griego que lo entrenaba un Diego Martínez que ya lo había dirigido en la entidad nazarí.
El 9 de julio de 2024, tras haber ganado la Liga Europa Conferencia de la UEFA con el equipo de El Pireo la temporada anterior, fichó por el Atromitos de Atenas con un contrato de dos años.

## Estadísticas

### Clubes
Actualizado al último partido disputado el 26 de abril de 2025.
| Club                                | Div.          | Temporada     | Liga  | Liga  | Copas nacionales | Copas nacionales | Copas internacionales | Copas internacionales | Total | Total |
| Club                                | Div.          | Temporada     | Part. | Goles | Part.            | Goles            | Part.                 | Goles                 | Part. | Goles |
| ----------------------------------- | ------------- | ------------- | ----- | ----- | ---------------- | ---------------- | --------------------- | --------------------- | ----- | ----- |
| F. C. Aguilarense · España          | 6.ª           | 2008-09       | 7     | 2     | —                | —                | —                     | —                     | 7     | 2     |
| F. C. Aguilarense · España          | 6.ª           | 2009-10       | 7     | 5     | —                | —                | —                     | —                     | 7     | 5     |
| F. C. Aguilarense · España          | Total club    | Total club    | 14    | 7     | 0                | 0                | 0                     | 0                     | 14    | 7     |
| Antequera C. F. · España            | 3.ª           | 2009-10       | 8     | 0     | —                | —                | —                     | —                     | 8     | 0     |
| Antequera C. F. · España            | 3.ª           | 2010-11       | 29    | 9     | —                | —                | —                     | —                     | 29    | 9     |
| Antequera C. F. · España            | Total club    | Total club    | 37    | 9     | 0                | 0                | 0                     | 0                     | 37    | 9     |
| Lucena C. F. · España               | 2.ª B         | 2011-12       | 38    | 9     | —                | —                | —                     | —                     | 38    | 9     |
| Lucena C. F. · España               | Total club    | Total club    | 38    | 9     | 0                | 0                | 0                     | 0                     | 38    | 9     |
| Real Madrid Castilla C. F. · España | 2.ª           | 2012-13       | 9     | 0     | —                | —                | —                     | —                     | 9     | 0     |
| Real Madrid Castilla C. F. · España | 2.ª           | 2013-14       | 31    | 1     | —                | —                | —                     | —                     | 31    | 1     |
| Real Madrid Castilla C. F. · España | Total club    | Total club    | 40    | 1     | 0                | 0                | 0                     | 0                     | 40    | 1     |
| Rayo Vallecano · España             | 1.ª           | 2014-15       | 17    | 0     | 1                | 0                | —                     | —                     | 18    | 0     |
| Rayo Vallecano · España             | 1.ª           | 2015-16       | 27    | 0     | 4                | 0                | —                     | —                     | 31    | 0     |
| Rayo Vallecano · España             | 2.ª           | 2016-17       | 27    | 0     | 1                | 0                | —                     | —                     | 28    | 0     |
| Rayo Vallecano · España             | Total club    | Total club    | 71    | 0     | 6                | 0                | 0                     | 0                     | 77    | 0     |
| Granada C. F. · España              | 2.ª           | 2017-18       | 15    | 0     | 1                | 0                | —                     | —                     | 16    | 0     |
| Granada C. F. · España              | 2.ª           | 2018-19       | 31    | 1     | 1                | 0                | —                     | —                     | 32    | 1     |
| Granada C. F. · España              | 1.ª           | 2019-20       | 10    | 0     | 0                | 0                | —                     | —                     | 10    | 0     |
| Granada C. F. · España              | 1.ª           | 2020-21       | 19    | 1     | 2                | 0                | 0                     | 0                     | 21    | 1     |
| Granada C. F. · España              | 1.ª           | 2021-22       | 32    | 0     | 0                | 0                | —                     | —                     | 32    | 0     |
| Granada C. F. · España              | 2.ª           | 2022-23       | 31    | 0     | 1                | 0                | —                     | —                     | 32    | 0     |
| Granada C. F. · España              | Total club    | Total club    | 138   | 2     | 5                | 0                | 0                     | 0                     | 143   | 2     |
| Olympiacos F. C. · Grecia           | 1.ª           | 2023-24       | 21    | 2     | 1                | 0                | 11                    | 0                     | 33    | 2     |
| Olympiacos F. C. · Grecia           | Total club    | Total club    | 21    | 2     | 1                | 0                | 11                    | 0                     | 33    | 2     |
| Atromitos de Atenas · Grecia        | 1.ª           | 2024-25       | 28    | 0     | 1                | 0                | ―                     | ―                     | 29    | 0     |
| Atromitos de Atenas · Grecia        | Total club    | Total club    | 28    | 0     | 1                | 0                | 0                     | 0                     | 29    | 0     |
| Total carrera                       | Total carrera | Total carrera | 387   | 30    | 13               | 0                | 11                    | 0                     | 411   | 30    |
| 1. 2.                               |               |               |       |       |                  |                  |                       |                       |       |       |

## Palmarés

### Títulos internacionales
| Título                             | Club             | Sede   | Año  |
| ---------------------------------- | ---------------- | ------ | ---- |
| Liga Europa Conferencia de la UEFA | Olympiacos F. C. | Atenas | 2024 |